# (73651) 1981 EJ2
(73651) 1981 EJ2 – planetoida z pasa głównego asteroid okrążająca Słońce w ciągu 4,87 lat w średniej odległości 2,87 j.a. Odkryta 2 marca 1981 roku.